# Xicoira
La xicoira (Cichorium intybus) és una planta herbàcia perenne i una mica llenyosa de la família de les asteràcies, generalment amb flors blaves brillants, rarament blanques o rosades. Arreu dels Països Catalans es coneix com a cama-roja, masteguera, màstec bord, xicòria, xicòria amarga, xicòria de cafè, xicoia, xicoina o escarola borda.
Originària del Vell Món, s'ha introduït a Amèrica i Austràlia. Es conreen moltes varietats per a fer amanides amb les seves fulles, els brots tendres o les arrels (var. sativum), que es couen, es molen i s'utilitzen com a succedani del cafè i additiu alimentari. Al segle XXI, la inulina, un extracte de l'arrel de xicoira, s'ha utilitzat en la fabricació d'aliments com a edulcorant i font de fibra dietètica. La xicoira també es conrea com a cultiu farratger per al bestiar.

## Etimologia
La paraula xicoira prové del grec "kikhorion" i el seu nom en llatí significa "planta del gener" o "amanida d'hivern".

## Descripció

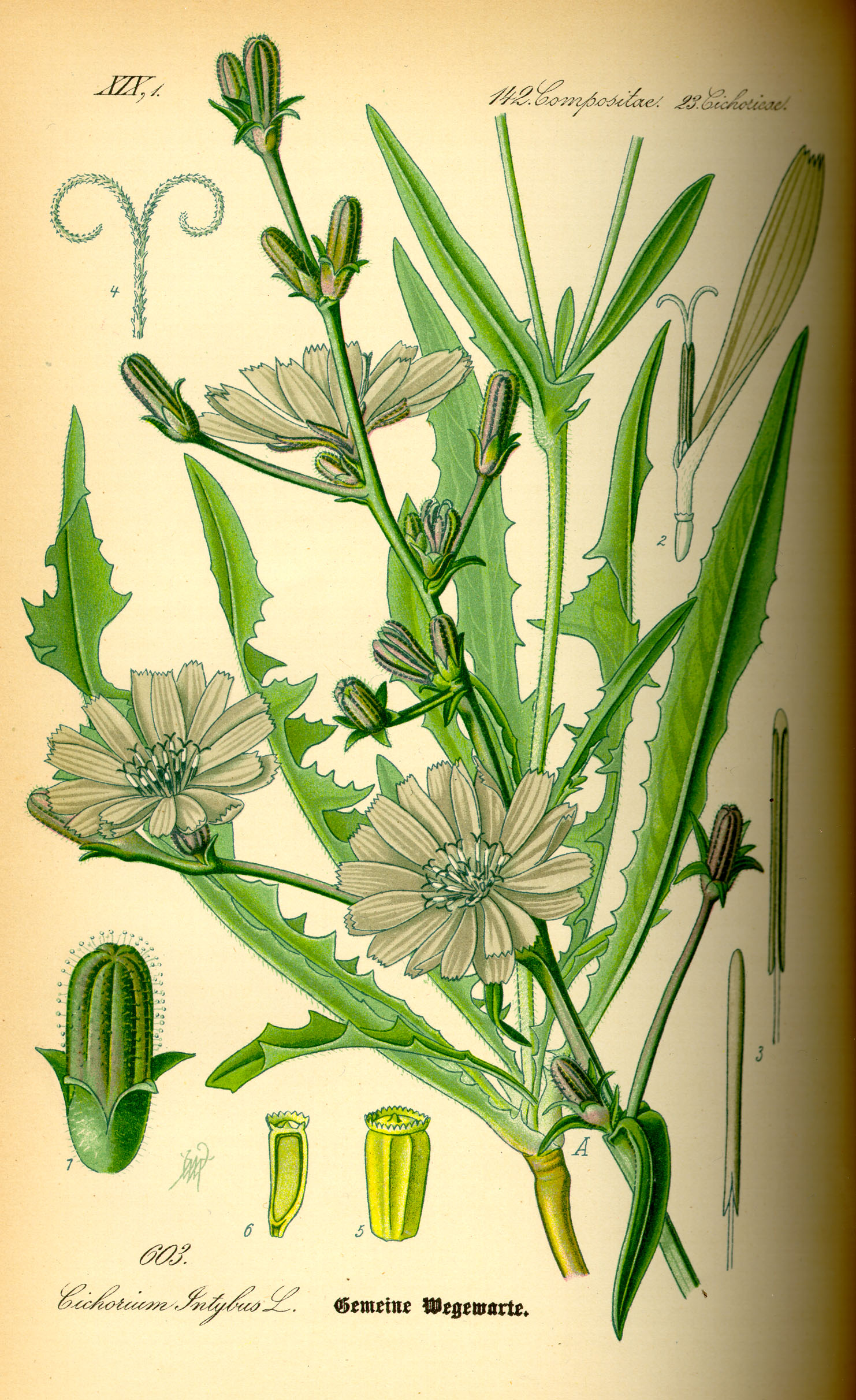
Antic dibuix

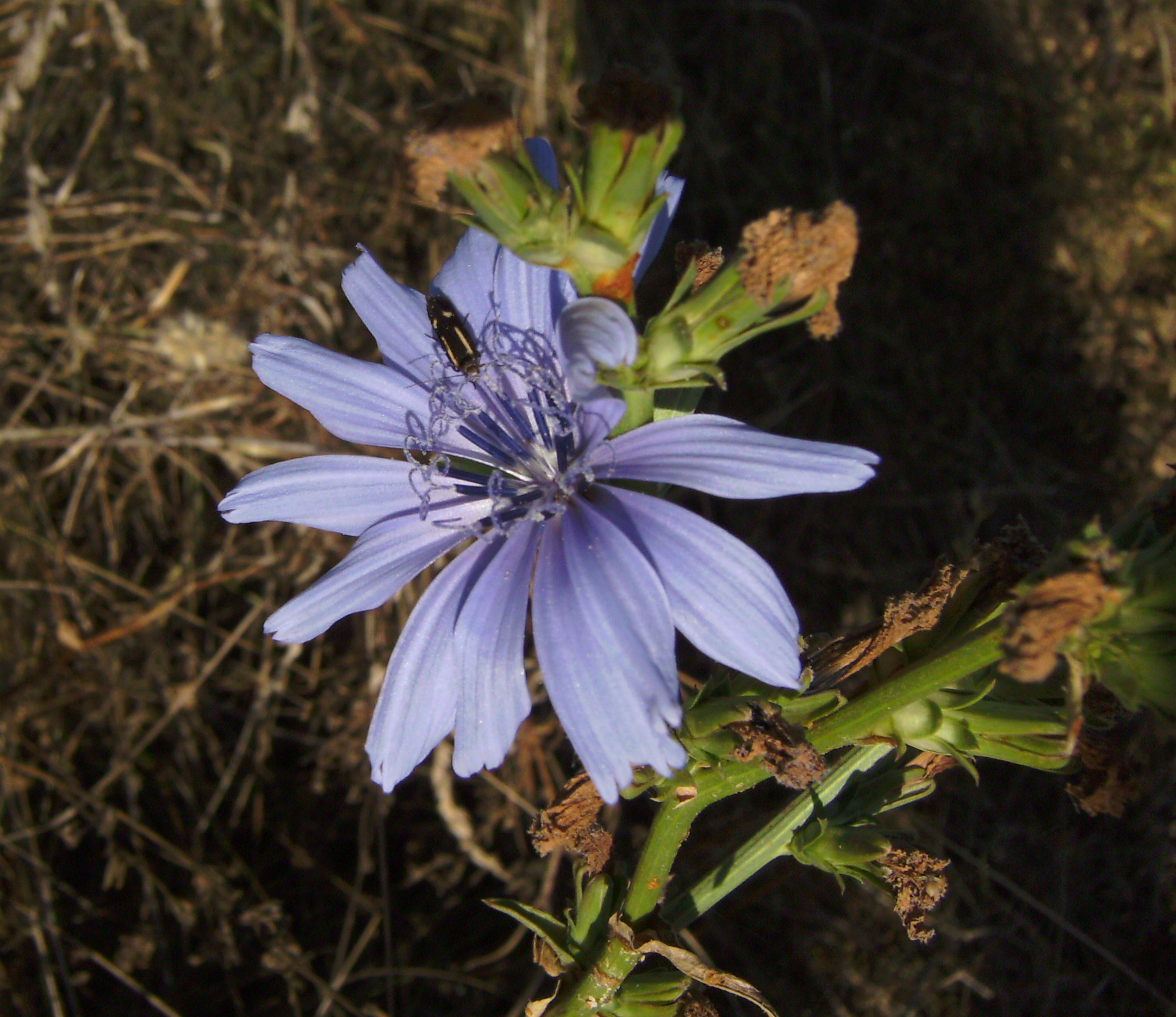
Flor de xicoira a Castelltallat, es veuen els estils de la flor recorbats i els involucres de les flors passades

Quan floreix, la xicoira té una tija dura, estriada i més o menys peluda. Pot arribar a fer 1,5 metres. Les fulles són pedunculades, lanceolades i sense lobuls; van des de 7,5 a 32 centímetres de llarg, amb la franja més estreta a la part superior i entre 2 i 8 centímetres d'ample. Els caps de flors fan entre 3 i 5 centímetres d'ample, i normalment són blau clar o lavanda; també rarament s'ha descrit com a blanc o rosa. De les dues fileres de bràctees involucrals, l'interior és més llarg i erecte, l'exterior és més curt i estesa. Floreix de març a octubre. La llavor té petites escates a la punta.

### Química
Les substàncies que contribueixen a l'amargor de la planta són principalment les dues lactones sesquiterpèniques, la lactucina i la lactucopicrina. Altres components són l'esculetina, l'esculina, la cichoriina, l'umbelíferona, l'escopoletina, la cumarina i altres lactones sesquiterpèniques i els seus glicòsids. Al voltant de 1970, es va descobrir que l'arrel conté inulina, un polisacàrid semblant al midó, que pot servir per endolcir el cafè.

## Distribució i hàbitat
La xicoira creix de forma silvestre al costat de camins i camps i als terrenys secs i calcaris de les zones temperades, també es pot trobar, tot i que és més rar, en fissures de les roques.
La xicoira és originària de l'Àsia occidental, el nord d'Àfrica i Europa. Viu com una planta salvatge a les carreteres d'Europa. La planta va ser portada a Amèrica del Nord pels primers colons europeus. També és comuna a la Xina i Austràlia, on s'ha naturalitzat àmpliament. És més freqüent en zones amb pluges abundants.
Quant a la distribució als Països Catalans, la trobem a les tres Illes, de dalt a baix del País Valencià i a les quatre províncies catalanes, especialment a Girona, Barcelona i Lleida.

## Usos

### Gastronomia
Tota la planta és comestible.

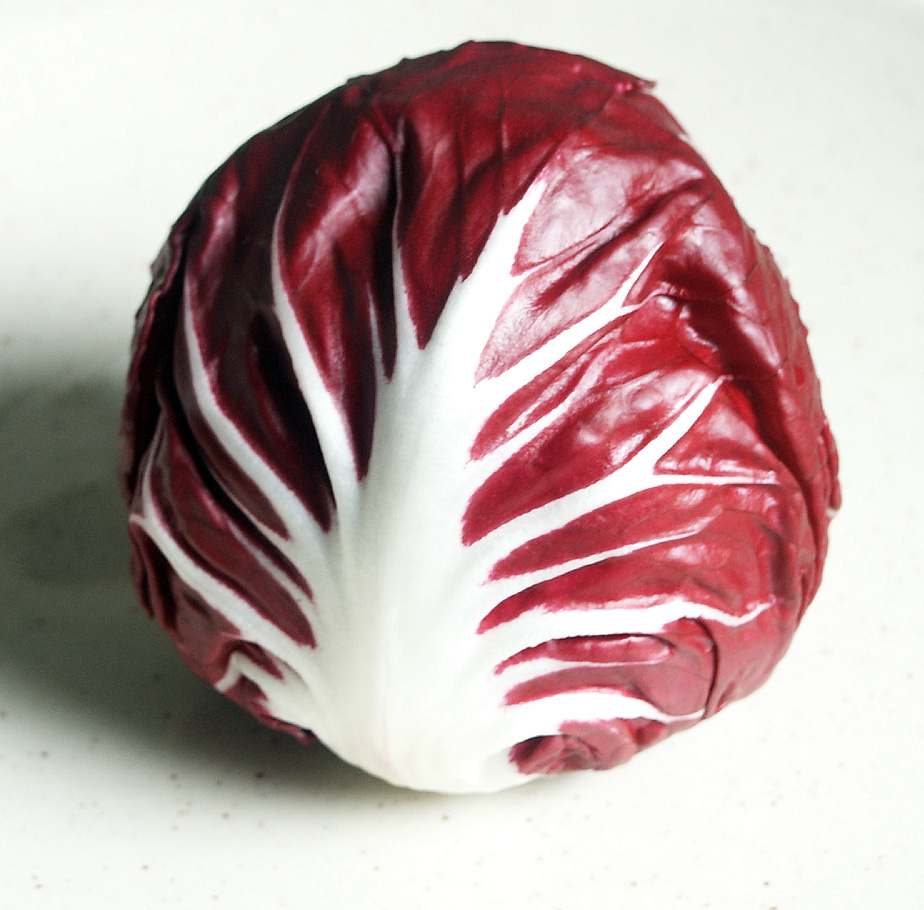
"Radicchio", varietat de xicoira cultivada

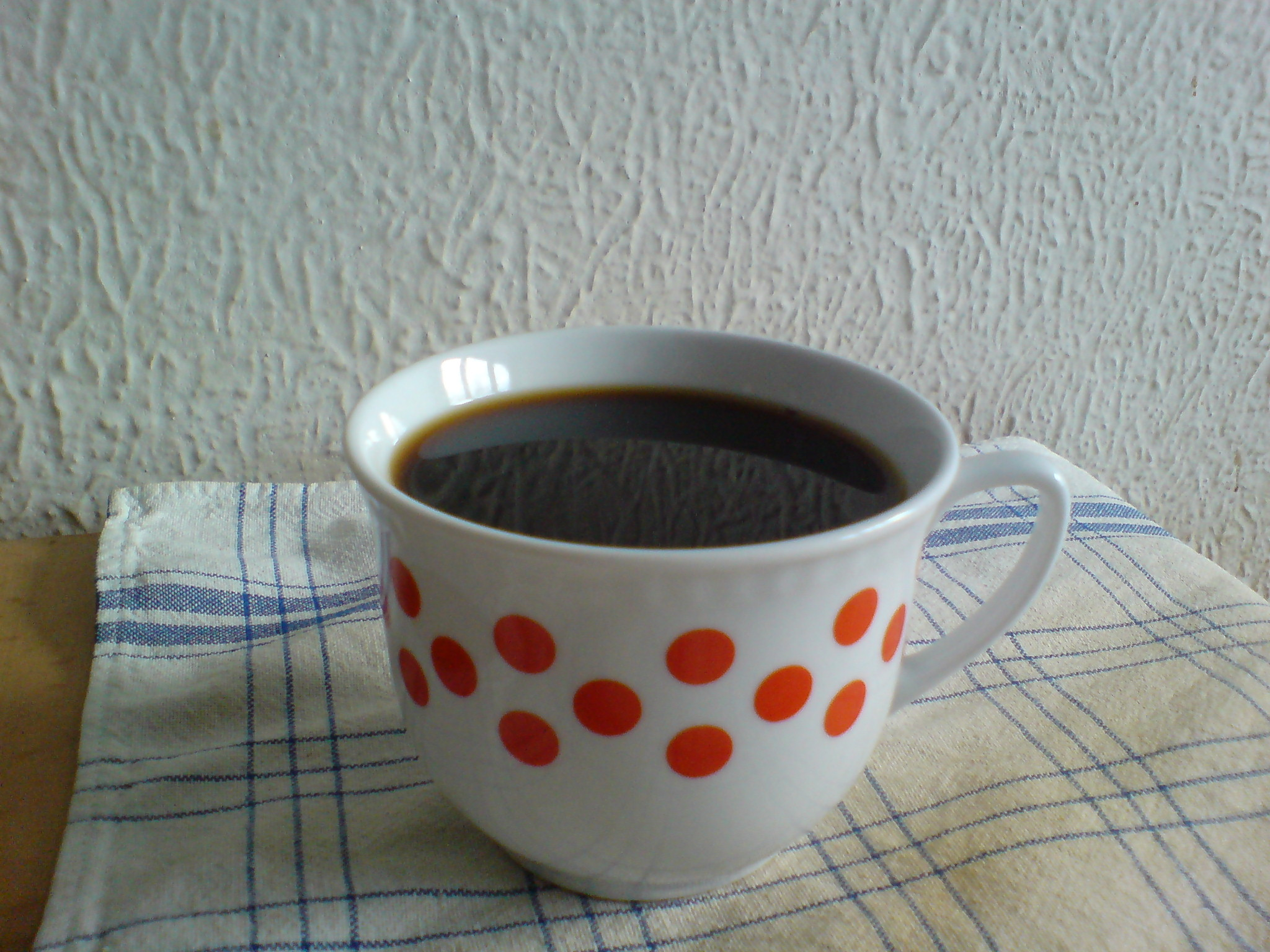
Amb la xicoira es fan succedanis de cafè

Les fulles de xicoira crues contenen un 92% d'aigua, un 5% d'hidrats de carboni, un 2% de proteïnes i contenen greixos insignificants). En una quantitat de referència de 100 grams (3½ oz), les fulles de xicoira crua proporcionen 23 calories (96 J) i quantitats importants (més del 20% del valor diari) de vitamina K, vitamina A, vitamina C, algunes vitamines del grup B i manganès. La vitamina E i el calci estan presents en quantitats moderades. L'escarola crua és un 94% d'aigua i té un baix contingut en nutrients.

#### Arrel de xicoira
L'arrel de xicoira (Cichorium intybus var. sativum ) fa temps que es conrea a Europa com a substitut del cafè. Les arrels es couen, es rosteixen, es molen i s'utilitzen com a additiu, sobretot a la regió mediterrània (on la planta és autòctona). Com a additiu de cafè, també es barreja en el cafè de filtre a l'Índia i en parts del sud-est asiàtic, Sud-àfrica i el sud dels Estats Units, especialment a Nova Orleans. A França, una barreja de 60% de xicoira i 40% de cafè es ven sota el nom comercial Ricoré. S'ha utilitzat àmpliament durant les crisis econòmiques com la Gran Depressió de la dècada de 1930 i durant la Segona Guerra Mundial a l'Europa continental. La xicoira, amb remolatxa sucrera i sègol, es va fer servir com a ingredient del Mischkaffee d'Alemanya de l'Est, un cafè mixt introduït durant la "crisi del cafè d'Alemanya de l'Est" de 1976-1979. També s'afegeix al cafè a la cuina espanyola, grega, turca, siriana, libanesa i palestina. Per a elaborar aquest succedani usat en temps de guerres i penúries es recol·lecta l'arrel, es deixa assecar i posteriorment es torra i es redueix a pols; se n'obté així un producte d'aroma suau i amb l'avantatge que no conté cafeïna.
Alguns cervesers empren xicoira torrada per afegir sabor a les stouts (normalment s'espera que tinguin un sabor semblant al cafè). Altres l'han afegit a fortes cerveses rosses d'estil belga, per augmentar el llúpol, fent una witloofbier, del nom holandès de la planta.
Les arrels també es poden cuinar com les xirivies.
La inulina es troba principalment a la família de plantes Asteraceae com a hidrat de carboni d'emmagatzematge (per exemple, la carxofa de Jerusalem, la dàlia, el yacó, etc.). S'utilitza com a edulcorant a la indústria alimentària amb un poder edulcorant del 10% del de la sacarosa i de vegades s'afegeix als iogurts com a 'prebiòtic'. L'arrel de xicoira fresca pot contenir un 13-23% d'inulina com a percentatge del seu contingut total d'hidrats de carboni.

#### Fulla de xicoira salvatge
Les fulles de xicoira salvatge comestibles crues solen tenir un gust amarg, especialment les fulles més velles. El sabor s'aprecia en certes cuines, com a les regions de Ligúria i Pulla d'Itàlia i també a la part sud de l'Índia. A la cuina de Ligúria, les fulles de xicoira salvatge són un ingredient de l'amanida i a la regió d'Apulia, les fulles de xicoira salvatge es combinen amb el puré de fava en el plat tradicional local fave e cicorie selvatiche. A Albània, les fulles s'utilitzen com a substitut d'espinacs, principalment servides a foc lent i marinades en oli d'oliva, o com a ingredient per al farciment de byrek . A Grècia, una varietat de xicoira salvatge que es troba a Creta i coneguda com a stamnagathi (xicoira espinosa) s'utilitza com a amanida amb oli d'oliva i suc de llimona. També s'usa a la gastronomia de Turquia. La xicoira (Cichorium intybus) és una planta de la qual encara ara es poden trobar al febrer, sota la neu, exemplars salvatges, just brotats, als Països Catalans i que servia tradicionalment per a fer amanides. Encara avui s'utilitzen per a fer amanides.
En cuinar i descartar l'aigua, es redueix l'amargor, després es pot saltejar les fulles de xicoira amb all, anxoves i altres ingredients. D'aquesta forma, les verdures resultants es poden combinar amb pasta o acompanyar plats de carn.

#### Fulla de xicoira cultivada
Actualment s'ha domesticat i redissenyat per processos de conreu i de blanqueig que la fan més comestible, com el radicchio i les amanides n'han rehabilitat les fulles tendres crues. La xicoira es pot conrear per les seves fulles, normalment es menja crua com a fulles d'amanida. El conreu es fa sembrant a principi de tardor i collint l'arrel abans que floreixi a l'estiu. La xicoira cultivada es divideix generalment en tres tipus, dels quals n'hi ha moltes varietats:
- El radicchio sol tenir fulles vermelles o verdes molt juntes. Alguns només es refereixen al tipus de fulla vermella vetejada blanca amb el nom de radicchio. Té un gust amarg i picant, que es suavitza quan es fa a la planxa o es rosteix. També es pot utilitzar per afegir color i ratlladura a les amanides. S'utilitza àmpliament a Itàlia en diferents varietats, les més famoses són les de Treviso (conegut com a radicchio rosso di Treviso),[33] de Verona (radicchio di Verona), i Chioggia (radicchio di Chioggia).[34]

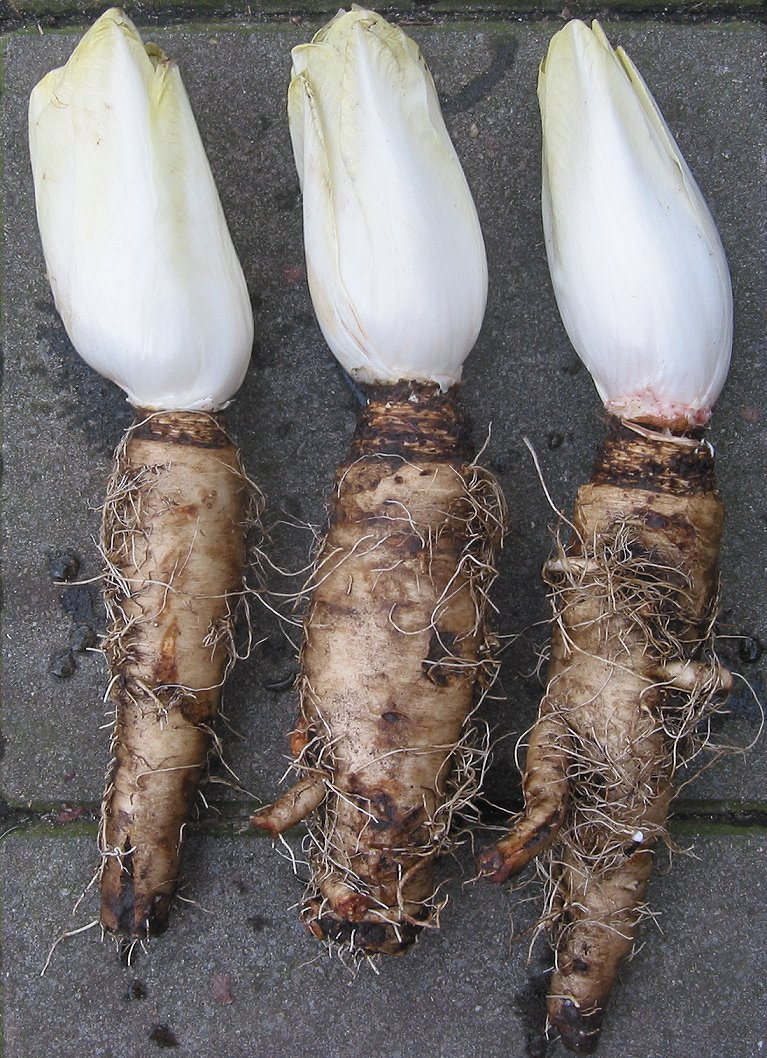
Escarola belga.

- Escarola belga.L′escarola belga és el nom amb què es coneix en holandès aquesta varietat.[35] Té un petit cap de fulles de color crema i amargues. L'arrel collida es deixa brotar a l'interior en absència de llum solar, la qual cosa evita que les fulles es tornin verdes i s'obrin (etiolació). Sovint es ven embolicat amb paper blau per protegir-les de la llum i així preservar el seu color pàl·lid i el seu delicat sabor. Les fulles blanques i cremoses es poden servir farcides, al forn, bullides, tallades i cuinades amb una salsa de llet, o simplement tallades crues. Les fulles tendres són lleugerament amargues; com més blanca és la fulla, menys amarg serà el gust. La part interna més dura de la tija a la part inferior del cap es pot tallar abans de cuinar per evitar l'amargor. Bèlgica exporta chicon/witloof a més de 40 països. La tècnica per cultivar escaroles blanquejades es va descobrir accidentalment a la dècada de 1850 al Jardí Botànic de Brussel·les a Sint-Joost-ten-Node, Bèlgica.[36] Avui França n'és el major productor.[37]
- A Itàlia es cultiva la xicoira espàrrec que s'anomena cichorium intybus var.foliosum, puntarelle o cicoria Catalogna malgrat que a Catalunya aquest tipus de xicoira és desconegut. S'utilitza arreu d'Itàlia.[38] Encara que la xicoira de les fulles sovint s'anomena "escarola", l'escarola vertadera (Cichorium endivia) és una espècie diferent del gènere, diferent de l'escarola belga.

Amb les fulles de xicoira també es poden preparar plats calents, com el llom fregit amb xicoires. L'amargor es redueix molt després de bullir les fulles i vessar l'aigua. A Itàlia es fan plats de pasta amb xicoira bullida i després saltada amb all.

### Ús tradicional
L'arrel de xicoira conté olis essencials similars als que es troben a les plantes del gènere relacionat Tanacetum. En medicina alternativa, la xicoira ha estat catalogada com una de les 38 plantes utilitzades per preparar els remeis florals de Bach.

### Farratge
La xicoira és altament digerible per als remugants i té una baixa concentració de fibra. Les arrels de xicoira van ser considerades antigament un "excel·lent substitut de la civada" per als cavalls a causa del seu contingut en proteïnes i greixos. La xicoira conté una baixa quantitat de tanins reduïts.
Alguns tanins redueixen els paràsits intestinals. La xicoira dietètica pot ser tòxica per als paràsits interns, amb estudis sobre la ingestió de xicoira per part d'animals de granja amb menys cucs, la qual cosa condueix al seu ús com a suplement farratge. Tot i que la xicoira podria haver-se originat a França, Itàlia i l'Índia, s'ha dut a terme gran part del desenvolupament de la xicoira per al bestiar a Nova Zelanda.

## Cultura
La xicoira s'esmenta en certs textos xinesos antics sobre la producció de seda. Entre les recomanacions tradicionals, s'adverteix que el cuidador principal dels cucs de seda no ha de menjar ni tan sols tocar la "mare del cuc de seda".
La flor de xicoira sovint es veu com una inspiració per al concepte romàntic de la flor blava (per exemple, en alemany Blauwarte ≈ mirador blau al costat del camí). De manera semblant a l'herba i l'herba de la lluna, podria obrir portes tancades, segons el folklore europeu. No obstant això, la planta s'ha de recollir al migdia o a la mitjanit del dia de Sant Jaume i tallar-la amb or en silenci, per evitar que mori després.
També es creia que la xicoira atorgava la invisibilitat al seu posseïdor.

## Galeria de fotografies

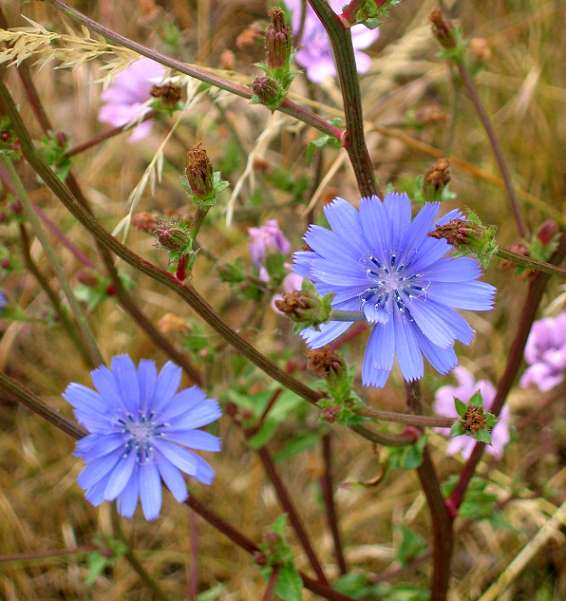
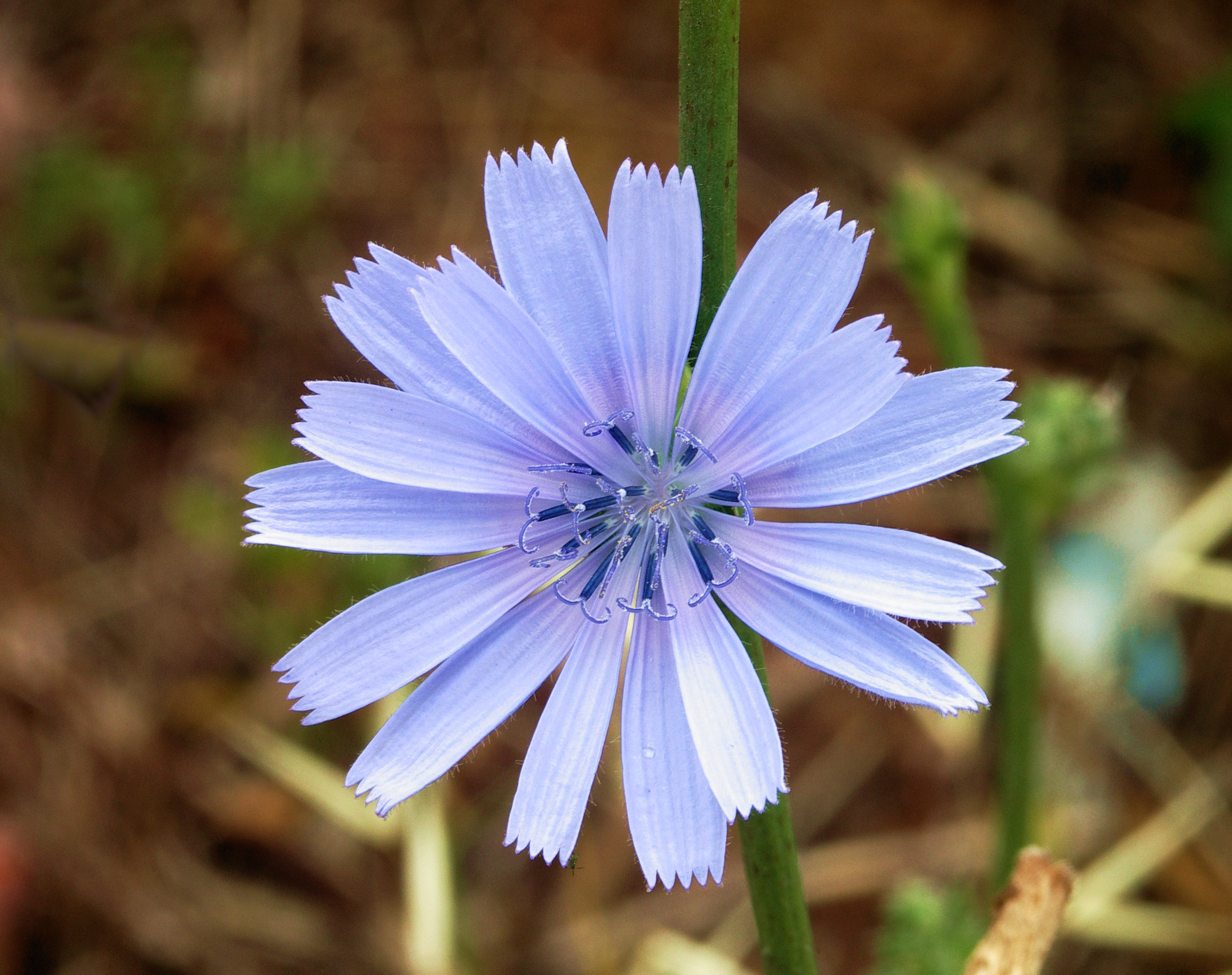
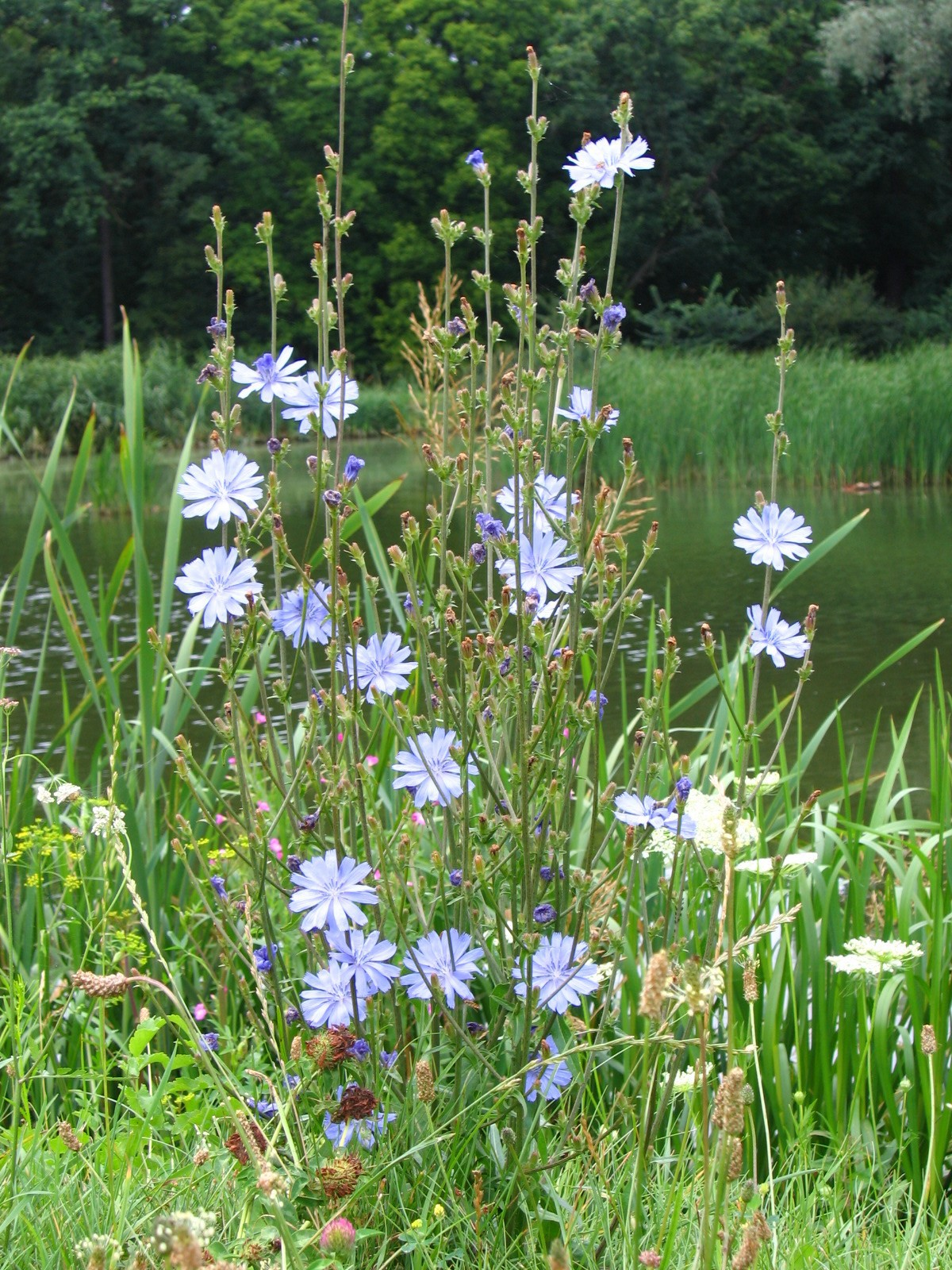
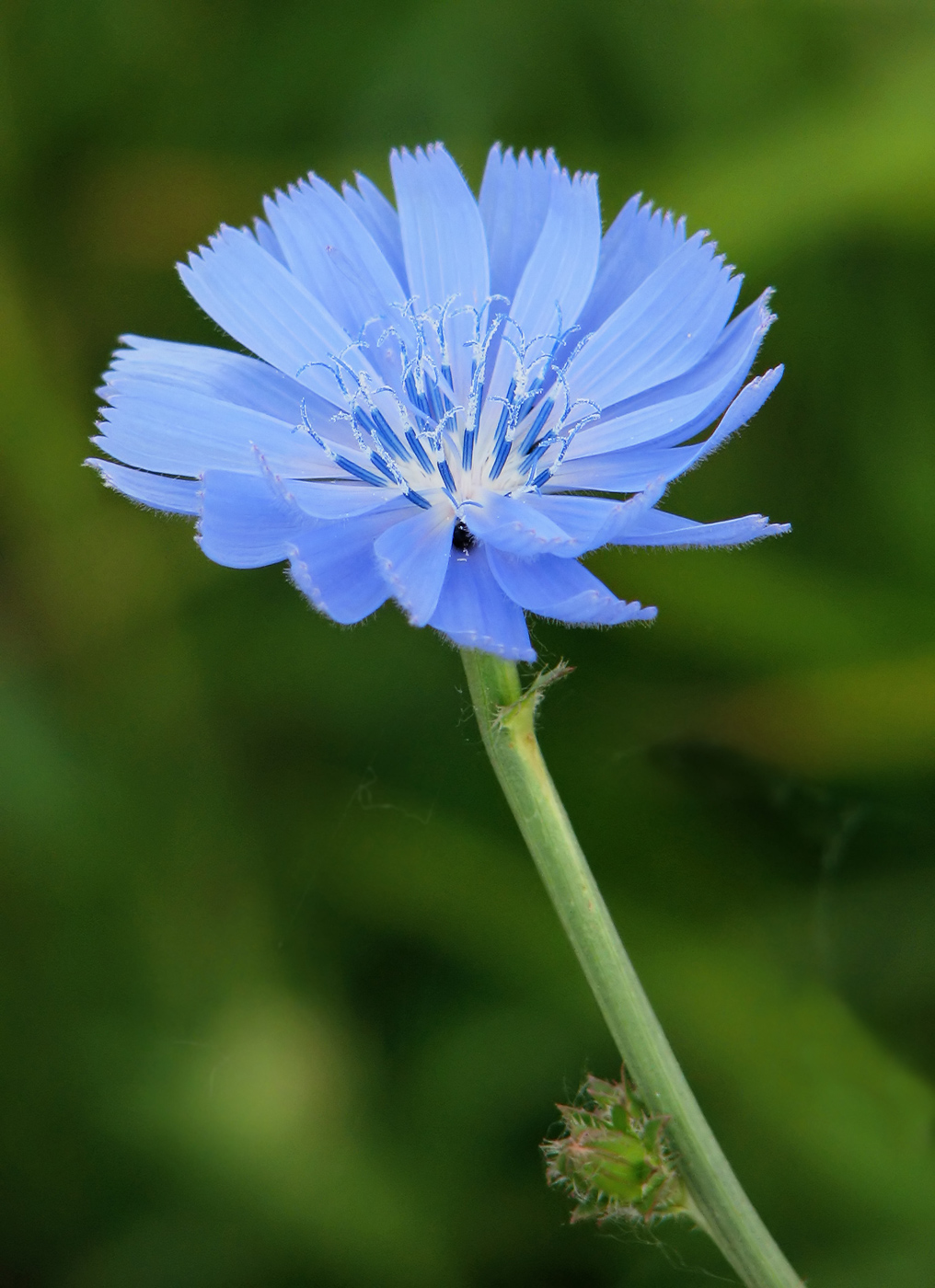
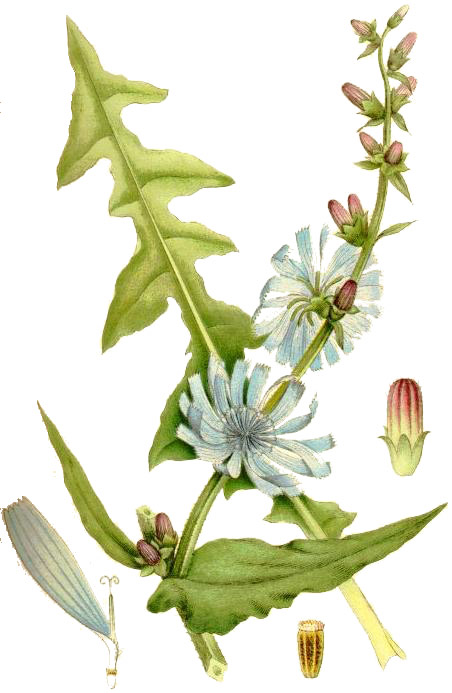
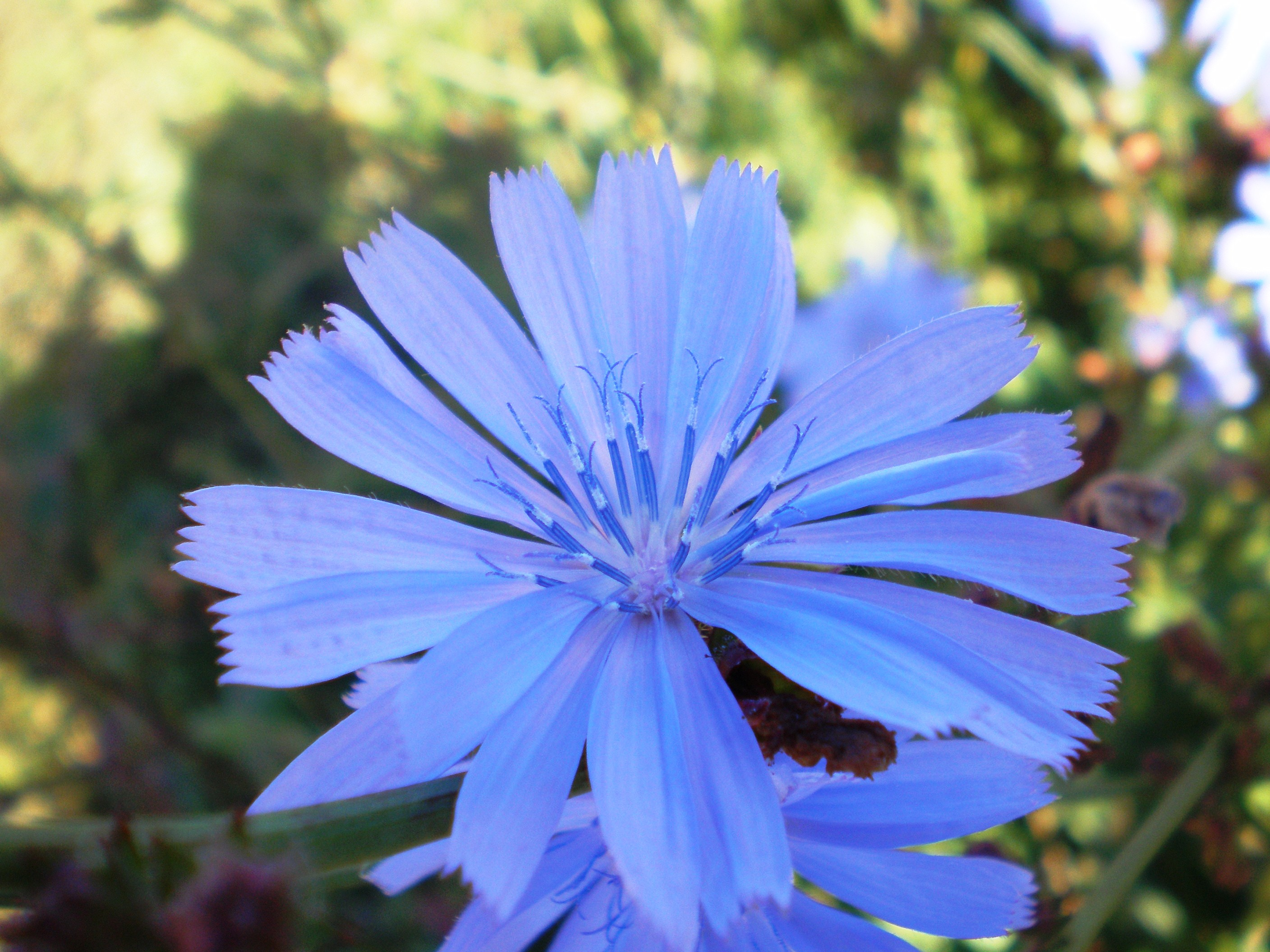
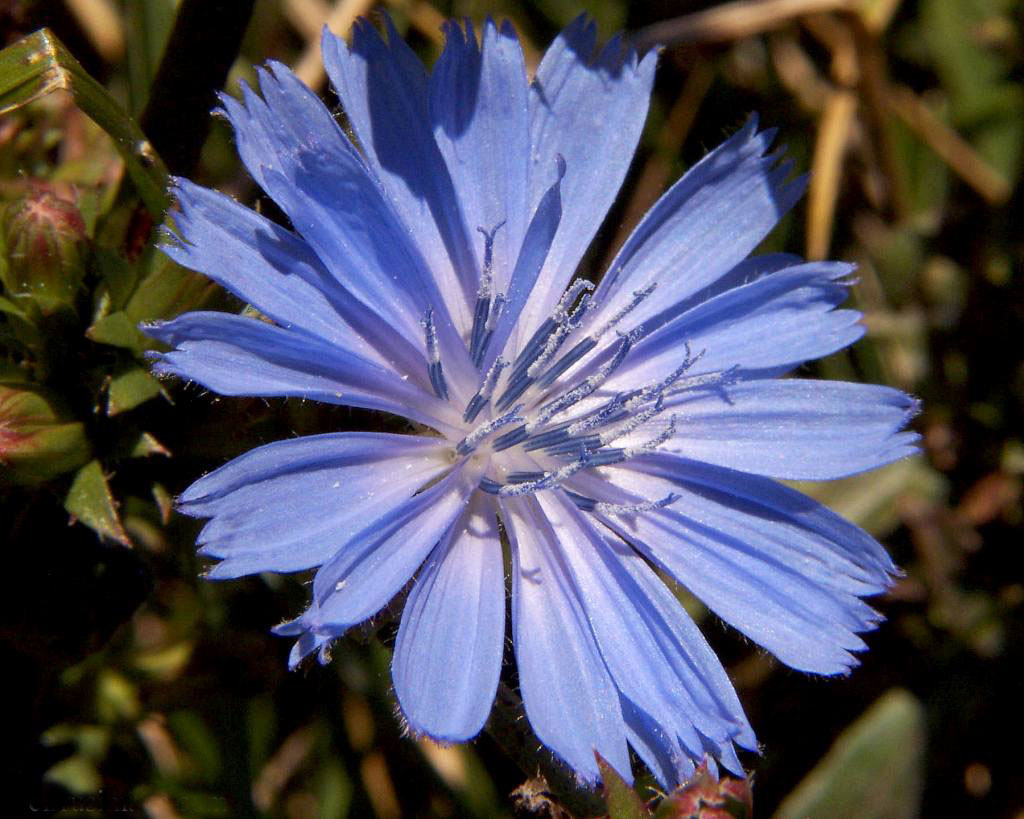
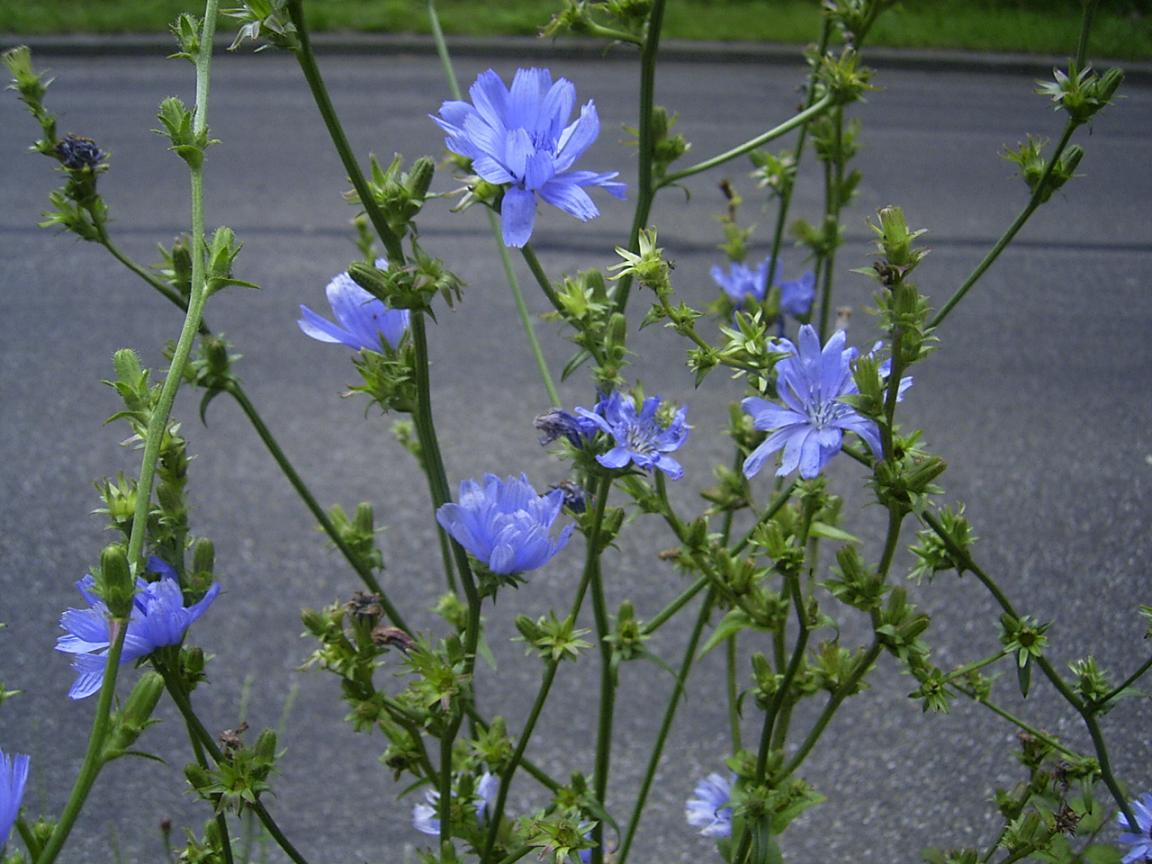
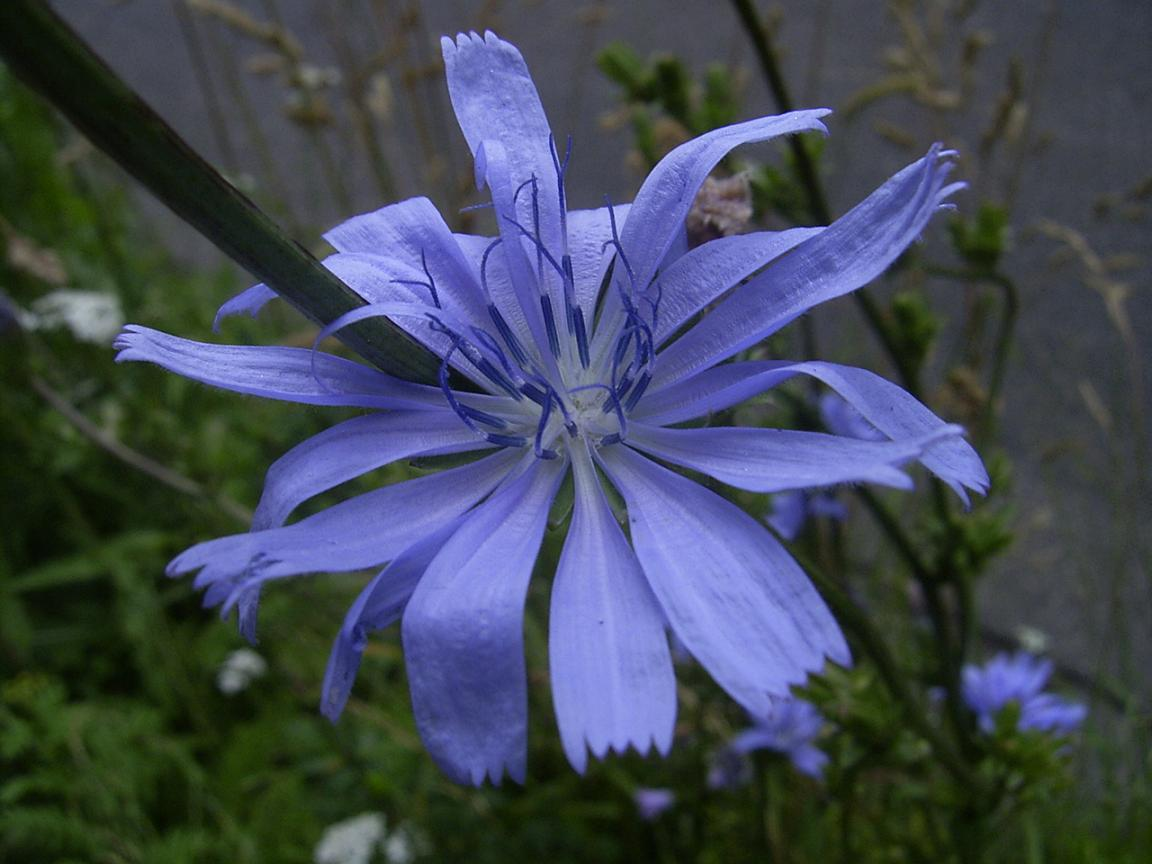
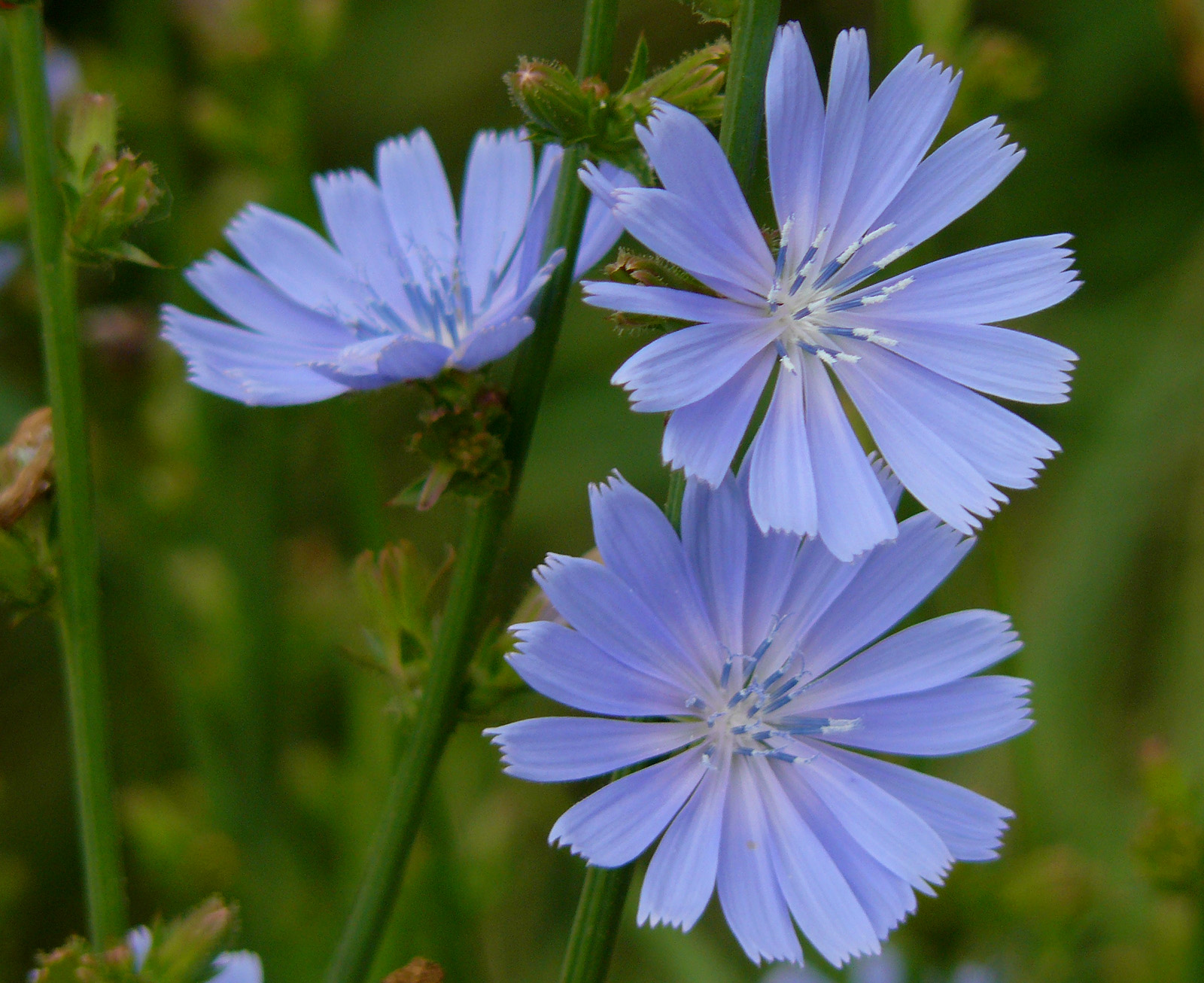
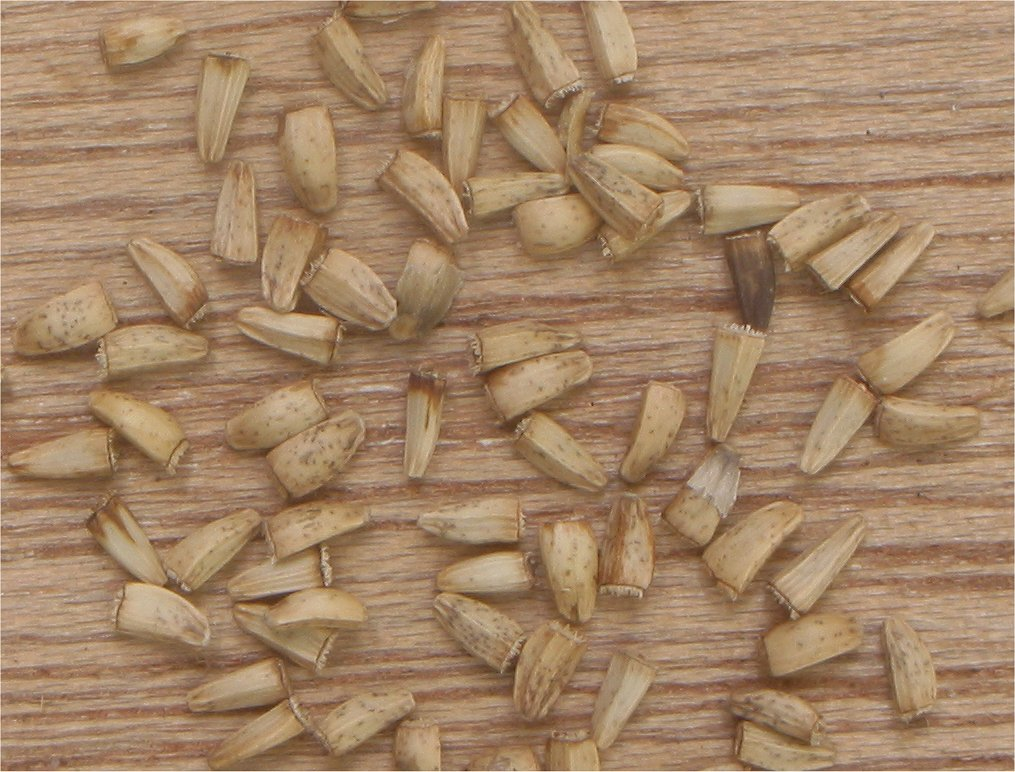
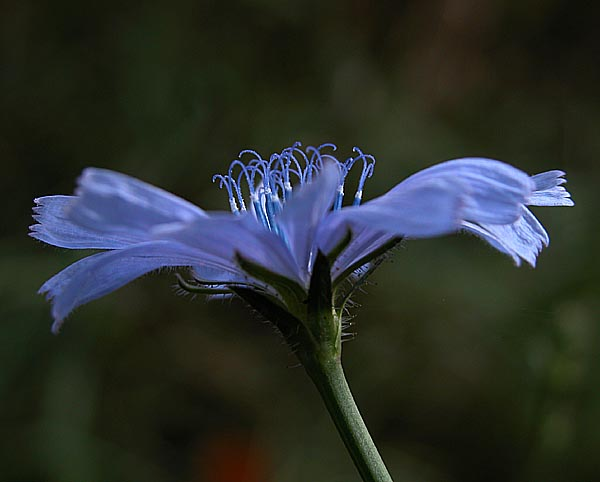